# Ayere-Ahan
Ayere-Ahan bildet eine Untereinheit des West-Benue-Kongo, eines Zweiges der Benue-Kongo-Sprachen, die ihrerseits zum Niger-Kongo gehören. Ayere-Ahan besteht aus den beiden Einzelsprachen Ayere (3000 Sprecher) und Ahan (300 Sprecher), die in Nigeria im Kwara bzw. Ondo State gesprochen werden.
Position des Ayere und Ahan innerhalb des Niger-Kongo
- Niger-Kongo
  - Volta-Kongo
    - Süd-Volta-Kongo
      - Benue-Kongo
        - West-Benue-Kongo
          - Ayere-Ahan
            - Ayere (3.000 Sprecher, Kwara State, Gebiet Oyi, Kabba District)
            - Ahan (300 Sprecher, Ondo State, Gebiet Ekiti, Städte Ajowa, Igashi, Omou)